# 陈用志
陈用志（1950年—），男，汉族，广东顺德人，中华人民共和国政治人物、第十一届全国人民代表大会广东地区代表。曾任顺德县人民政府县长，中共顺德市委书记、中共佛山市委副书记，清远市人民政府市长、市委书记。

## 生平
毕业于广东省委党校党政干部函授大专班。2008年1月担任广东省人大常委会副主任。2008年当选为第十一届全国人大代表。